# Dascillus lathaensis
Dascillus lathaensis is een keversoort uit de familie withaarkevers (Dascillidae). De wetenschappelijke naam van de soort is voor het eerst geldig gepubliceerd in 1973 door Lewis.